# リゼット・モデル
リゼット・モデル（Lisette Model、1901年11月10日 - 1983年3月30日）は、アメリカで活躍した女性写真家である。
彼女はオーストリアのウィーンに生まれた。のちパリに移り住むも、1930年代末には、ニューヨークへわたった。1930年代から写真家として活動する。アメリカ移住後は、ラルフ・スタイナー、アレクセイ・ブロドヴィッチなどに見出され、1940年代に、ハーパース・バザーにも作品を発表。彼女は1940年代に多作な写真家で、写真家の協同組合である「フォト・リーグ」にも加盟していた。 
アメリカ人の生の生態を写したような作品を多く発表した。例えば、ビーチにいる極めて太った水着姿の女性、椅子にふんぞり返ってこちらを睨みつけるように見つめる男性、目を見開き口を大きく開けてマイクに向かって熱唱する女性（髪型のせいで髪が逆立っているようにも見える）などである。以前であれば、むしろ写真の被写体としては考えにくいような人々の姿（場合によっては、「醜い」ともいえる姿）も積極的に撮影した。
1950年代以降は、むしろ写真教育に力を入れる（西海岸サンフランシスコのカリフォルニア美術大学など）。ダイアン・アーバスが、彼女の生徒であったことは有名。リゼット・モデルの視線が、アーバスの中でより先鋭化したということは、容易に見て取ることができる。彼女は1983年に死去している。

## 外部サイト
- アート・フォト・サイトより
- National Gallery of Canadaによる紹介（時系列的に紹介されており、図版も多いサイト）